# 低影响开发

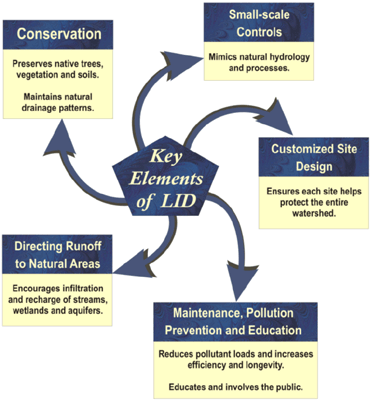
低影响开发5大核心

低影响开发（Low-impact development，LID，又譯低衝擊開發），也被称为低影响设计（Low Impact Design，LID）或低影响城市设计和开发（Low Impact Urban Design and Development，LIUDD），是一种基于模拟自然水文条件原理，采用源头控制理念实现雨洪控制与利用的一种雨水管理方法。低影响开发强调通过保护与利用当地自然景观特色来确保径流雨水水质。这项方针通过实施小范围的水文控制，采用渗透、过滤、储存、蒸发、滞留等措施来控制径流流域区的水文情况。
在广义上，低影响开发包含了英国的可持续城市排水系统（Sustainable urban drainage systems, SUDS）（在此，低影响开发的含义较美国及加拿大有所不同）、澳大利亚的水敏感性城市设计（Water-sensitive urban design, SUDS）、用于美国西雅图及华盛顿的自然排水系统（Nature drainage systems, NDS）等。

## 发展历程

### 美国

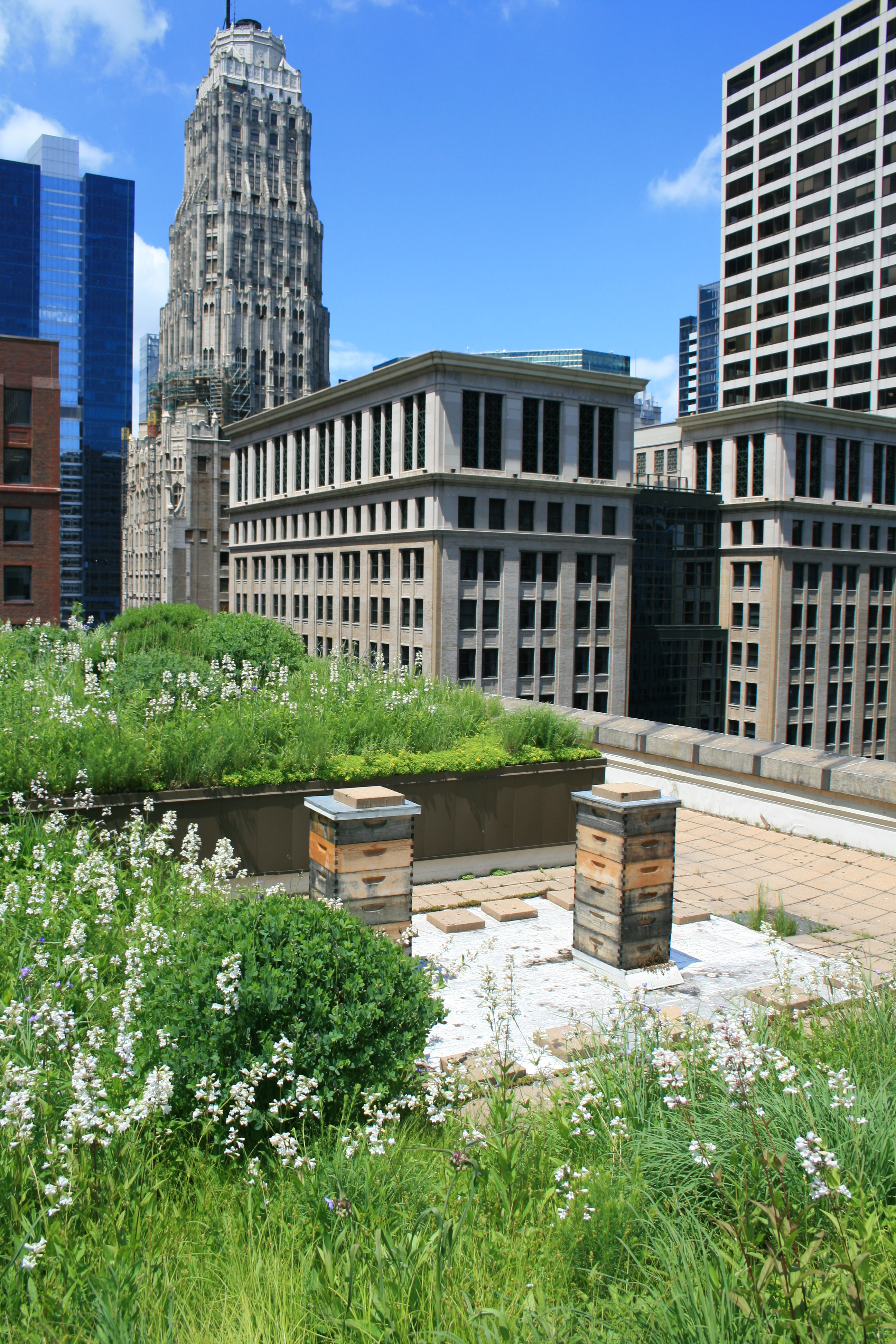
位于芝加哥市政厅楼层顶部的绿化屋顶

自20世纪80年代中期年于美国马里兰州乔治王子县被提出以来，低影响开发逐步成为了美国传统雨水管理系统最佳实践（Best management practices, BMP）的替代品并被纳于美国基建计划当中。最初，LID的提出是为了解决乔治王子县经济增长与传统雨水管理在因当地环境而受限的矛盾。随后政府发现传统雨水管理措施在经济效益上的矛盾日益突出，在部分地区，甚至不能保证当地水质达标。于是，于1998年成型的一个非營利組織水资源检测组织——低影响开发中心就有关低影响开发的理念、发展、及制定可持续发展计划、方案设计（诸如绿色基础设施和绿色高速公路）等方面开始与政府合作。
在美国国家环境保护局的支持下，低影响开发成为了为实现美国清洁水法案的又一项新举措 。因而，美国许多地区、州市、联邦政府有关部门开始调整基建政策以满足低影响开发的条件，并将其用于公共基础设施的建设当中。低影响开发技术也同样在美国精明增长（英語：Smart Growth）以及土地利用规划上起到了重要的作用。

## 中国
随着中国城镇化的迅速发展，以及城市内涝、城市水环境污染等问题的恶化，中国住房城乡建设部于2014年10月提出了基于低影响开发雨水系统构建的海绵城市建设技术指南（试行）。2015年4月2日中国大陆区16所城市率先参与试点，中央财政对海绵城市建设试点给予专项资金补助。2016年6月26日，国际城市低影响开发（LID）城市大会在北京召开。